# Zbigniew Grabowski (chemik)

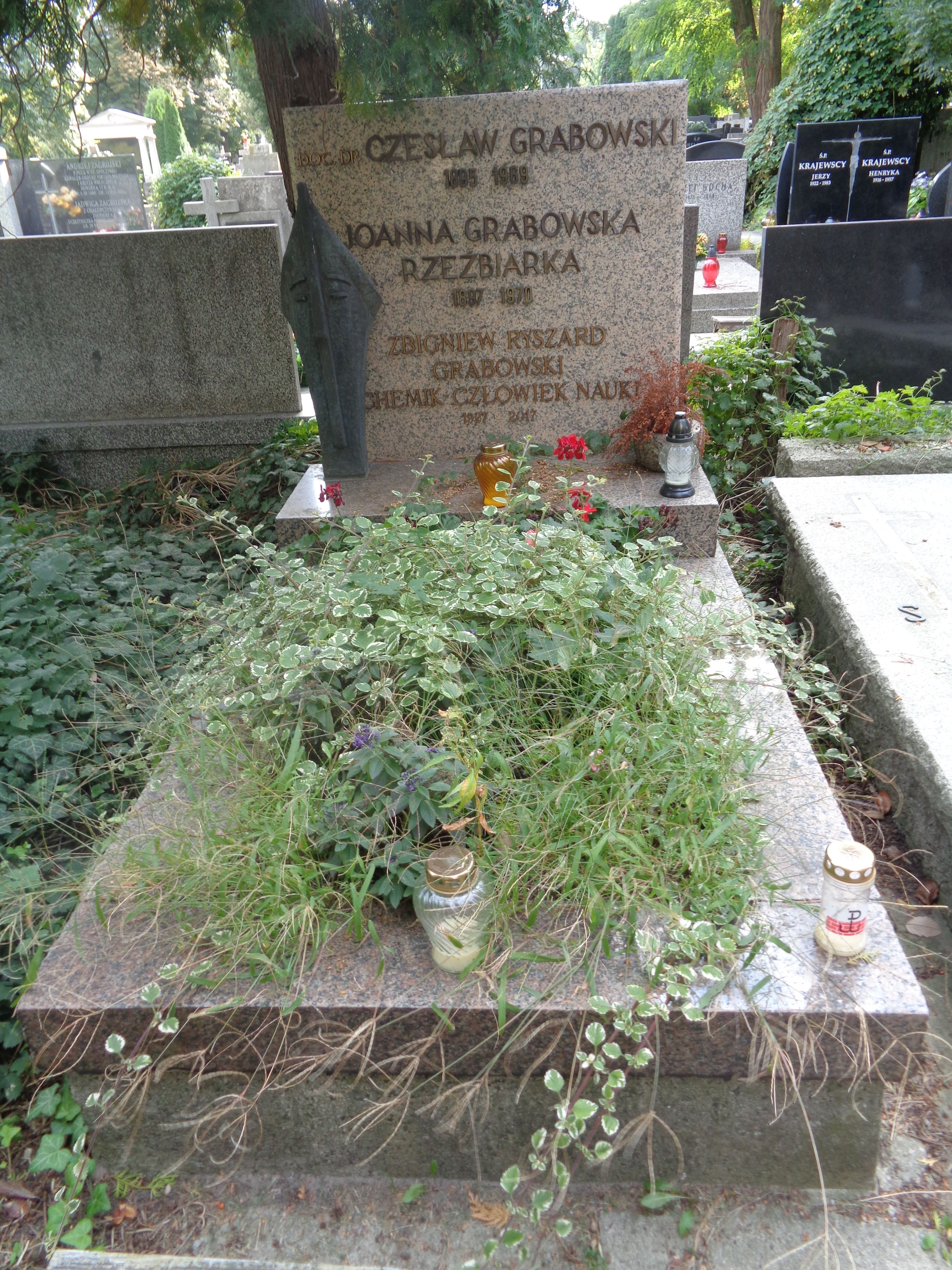
Grób chemika Zbigniewa Grabowskiego na Cmentarzu Wojskowym na Powązkach

Zbigniew Ryszard Grabowski, pierw. Ryszard Abrahamer (ur. 11 czerwca 1927 w Krakowie, zm. 28 stycznia 2017 w Warszawie) – polski chemik, od 1965 roku profesor w Instytucie Chemii Fizycznej PAN. Członek rzeczywisty Polskiej Akademii Nauk, honorowy członek Polskiego Towarzystwa Chemicznego (od 1987), Towarzystwa Naukowego Warszawskiego (od 1982) i Niemieckiej Akademii Przyrodników w Halle (od 1977).

## Życiorys
Pochodził ze zasymilowanej rodziny żydowskiej. Jego matką była rzeźbiarka, jedna z pierwszych studentek na ASP w Krakowie Roma Szereszewska (od 1942 jako Joanna Grabowska). W latach 1939–1941 mieszkał we Lwowie, po agresji Niemiec na ZSRR ukrywał się w Generalnym Gubernatorstwie. Wstąpił do AK i jako jej żołnierz walczył w powstaniu warszawskim.
W 1953 poślubił chemiczkę Annę z domu Sławińską. Jego żona – profesorka chemii, autorka wielu publikacji z dziedziny chemii fizycznej, pracowała na Uniwersytecie Warszawskim, a przez większą część życia w Polskiej Akademii Nauk.
Prowadził badania w zakresie fotochemii, luminescencji, kinetyki chemicznej i spektroskopii.
W 1994 został laureatem Nagrody Fundacji na rzecz Nauki Polskiej za opracowanie nowych metod generowania cząsteczek w stanach charakteryzujących się silnym przemieszczeniem ładunku elektrycznego. Był również laureatem Nagrody Sekretarza Naukowego PAN (1973, 1975, 1979) oraz Nagrody Fundacji Alfreda Jurzykowskiego (1992).
Jest pochowany na Cmentarzu Wojskowym na Powązkach (kwatera A32-3-13).
Jego synem jest historyk Jan Grabowski.